# Эрк мак Эхдах
Эрк мак Эхдах (др.‑ирл. Erc mac Echdach; умер в 474) — король ирландской Дал Риады до 474 года.

## Биография
Согласно шотландской хронике XI века «История народа Альбы» и генеалогическому трактату из манускрипта «Rawlinson B 502», Эрк был старшим из двух сыновей Эоху Муйнремора. Род Эрка, возводивший своё происхождение к легендарному верховному королю Ирландии I века до н. э. Конайре Великому, правил в королевстве Дал Риада. Оно располагалось на землях северо-восточного побережья Ирландии, совпадающими с территорией современного графства Антрим. Правители Дал Риады признавали над собой верховную власть королей Ульстера, однако масштабы этого подчинения не известны. Дал Риада была самым маленьким и самым слабым из ульстерских суб-королевств.
О истории Дал Риады до середины V века почти ничего неизвестно. Первые сведения об этом королевстве совпадают по времени с приходом в эти земли святого Патрика. В описывавшем это событие «Трёхчастном житии» не сообщается, кто тогда правил Дал Риадой, но историки предполагают, что королём в это время был Эрк мак Эхдах. По свидетельству жития, вскоре после прибытия в эти земли у «апостола Ирландии» украли лошадей и он проклял неназванных поимённо сыновей Эрка, виновных в этом преступлении. В то же время, житие сообщает, что святой благословил одного из сыновей Эрка, Фергуса, к которому его братья относились без должного уважения. В «Песне скоттов» добавляется, что кроме Фергуса благословение от Патрика получили и его братья Лоарн и Энгус. Придя в крепость Дансеверик, резиденцию дал-риадских королей, Патрик посвятил в епископы местного уроженца Олкана, поручив тому окормлять здешних жителей. Миссия «апостола Ирландии» в Дал Риаде была весьма успешна: житие свидетельствует о строительстве в этих землях христианских храмов и основании многих монашеских общин.
Средневековые исторические источники сообщают, что Эрк мак Эхдах был отцом двенадцати сыновей. Однако неизвестно, в действительности ли все упомянутые персоны являлись родственниками. Современные историки отмечают, что все эти источники были созданы значительно позднее описываемых в них событий, и что первые достоверные сведения о Дал Риаде датируются периодом не ранее середины VI века. Вероятно, что на известия хроник о родственных связях первых правителей Дал Риады большое влияние оказали политические реалии более позднего времени.
Шотландские хроники свидетельствуют, что трое из сыновей Эрка мак Эхдаха — Лоарн, Фергус и Энгус — со ста пятьюдесятью воинами приплыли на судах в Британию и завладели принадлежавшими пиктам землями Аргайла. Хотя традиционной датой этого события считается период около 500 года, вероятно, объединение британских скоттов должно было произойти около середины V века. «Анналы четырёх мастеров» датируют смерть короля Эрка 474 годом, поэтому расширение владений королей Дал Риады на британские земли могло произойти ещё в его время.
Исторические источники почти ничего не сообщают о правлении короля Эрка мак Эхдаха. В «Песне скоттов» он наделяется эпитетом «отважный», но какие-либо подробности о причинах этого в ней отсутствуют. Не сохранилось в хрониках сведений и о том, кто был непосредственным преемником короля Эрка на престоле Дал Риады. Предполагается, что новым правителем королевства мог стать или один из его сыновей или его брат Олху, родословная потомков которого сохранилась в «Истории народа Альбы».
В средневековых преданиях Эрк предстаёт как король Альбы, при дворе которого сыном Энды Кеннсалаха Эоху был убит верховный король Ирландии Ниалл Девять Заложников.